# Даниел Пенак
Даниел Пеначиони (на френски: Daniel Pennacchioni) е френски сценарист и писател на произведения в жанра криминален роман, хумор, комикс и детска литература. Пише под псевдонима Даниел Пенак (на френски: Daniel Pennac).

## Биография и творчество
Даниел Пеначиони е роден на 1 декември 1944 г. в Казабланка, Мароко, в семейство от корсикански и провансалски произход. Най-малкият е от четиримата синове. Баща му е офицер в колониалната армия, достигнал ранг на генерал, а майка му е домакиня. Прекарва детството си по гарнизоните на баща си в Африка (Джибути, Етиопия, Алжир, Екваториална Африка), в Югоизточна Азия (Индокитай) и във Франция (Ла Коле-сюр-Лу). От малък е запален читател.
Получава бакалавърска степен и магистърска степен по литература в Ница. Работи като таксиметров шофьор и илюстратор. През 1969 г. става преподавател по литература първо в колежа „Сен Пол“ в Суасон, след това в Ница и накрая в Париж в частния колеж „Хълст“. Опитът му като преподавател го вдъхновява да напише по-късно книгата „Като роман“ (1992).
Първата му книга „Le Service militaire au service de qui ?“ (Военна служба в чия служба?) е издадена през 1973 г. За да се разграничи от фамилията на баща си (Pennacchioni) я съкращава в Pennac и издава под псевдонима Даниел Пенак.
През 1979 г. заминава за Бразилия с първата си съпруга Ирен Леото, която получава преподавателски договор Федералния университет. Престоят му там е източник за романа „Диктаторът и хамакът“ (2003).
След завръщането си във Франция започва да пише за деца. С румънския дисидент Тудор Елиад пишат два романа бурлесковия жанр: „Децата на Ялта“ (1976) и „Пере Ноел“ (1978).
Под влиянието на писателя на криминални романи Жан-Бернар Пуи се насочва към жанра. Първият му роман „Светецът и човекоядците“ от известната му поредица „Сага за Малосен“ е издаден през 1985 г. Следват романите от поредизата: „Феята карабина“, „Малката продавачка на проза“, „Господин Малосен“, „За християните и маврите“ и „Плодовете на страстта“. Часг от книгите от поредицата са екранизирани в едноименните филми през 1988, 2001 и 2013 г.
След успеха на романите му, през 1995 г. напуска учителската си професия и се посвещава на писателската си кариера.
Други негови известни произведения са „Господа Децата“, „Диктаторът и хамакът“, „Мерси“ и поредицата „Приключенията на Камо“. За автобиографичния си роман „Chagrin d'école“ (Училищна мъка) е удостоен с наградата „Ренодо“. През 2008 г. получава отличието „Grand Prix Metropolis bleu“ за цялостното си творчество. През 2013 г. е удостоен с отличието „доктор хонорис кауза“ по педагогика от Университета в Болоня.
Писателят е много популярен във Франция и е един от най-превежданите съвременни френски писатели в света.
Даниел Пеначиони живее със семейството си в Париж.

## Произведения

### Самостоятелни романи
- Les Enfants de Yalta (1978) – с Тудор Елиад
- Père Noël (1979) – с Тудор Елиад
- Messieurs les enfants (1997)
- Le Dictateur et le Hamac (2003)
- Chagrin d'école (2007) – автобиографичен, награда „Ренодо“
- Journal d'un corps19 (2012)
- Le roman paraît également sous la forme d'un album illustré par Manu Larcenet (2013)
- La Loi du rêveur (2020)

### Серия „Сага за Малосен“ (Saga Malaussène)
1. Au bonheur des ogres (1985)
Светецът и човекоядците, изд.: ИК „Колибри“, София (2007), прев. Румяна Маркова
За щастието на людоедите, изд.: „Леге Артис“, София (2000), прев. Дияна Марчева
2. La Fée Carabine (1987)
3. La Petite Marchande de prose (1990)
4. Monsieur Malaussène (1995)
5. Des chrétiens et des maures (1996)
6. Aux fruits de la passion (1999)

- Ils m'ont menti (2017)

### Серия „Приключенията на Камо“ (Une aventure de Kamo)
1. Kamo, l'idée du siècle (1993)
2. Kamo et moi (1992)
3. Kamo : L'Agence Babel (1992)
4. L'Évasion de Kamo (1992)

Приключенията на Камо, изд.: „Емас“, София (2013), прев. Златко Стайков

### Серия „Романи за юноши“ (Romans pour la jeunesse)
1. Cabot-Caboche (1982)
2. L'Œil du loup (1984)
3. Le Roman d'Ernest et Célestine (2012)

### Пиеси
- Monsieur Malaussène au théâtre (1996) – театрална адаптация на романа „Мосю Малосен“
- Le Sixième Continent, suivi de Ancien malade des hôpitaux de Paris (2012)

### Документалистика
- Le Service militaire au service de qui ? (1973)
- Comme un roman (1992) – издаден и като „The Rights of the Reader“
Като роман, изд.: ИК „Колибри“, София (1999), прев. Лиляна Минкова
Правата на читателя, изд. „Кръг“ (2019), прев. Лиляна Минкова
- Gardiens et Passeurs (2000)
- La Débauche (2000) – с Жак Тарди
- Merci (2004)
- Mon frère (2018)

### Екранизации
- 1988 Série noire – тв сериал, 1 епизод
- 1997 Messieurs les enfants
- 1998 L'oeil du loup – късометражен
- 2001 Monsieur Malaussène – тв филм
- 2005 Grazie – тв филм
- 2006 La lunga notte del dottor Galvan – документален тв филм
- 2010 Bartleby le scribe – тв филм
- 2012 Мечко-Миш, Ernest et Célestine – сценарий и диалог
- 2013 Au bonheur des ogres